# Xiahuayuan
Xiahuayuan (en chino, 下花园; pinyin, Xiàhuāyuán) es un distrito urbano bajo la administración directa de la Prefectura Zhangjiakou  en la Provincia de Hebei, República Popular China.  Su área es de 311 km² y su población total para 2010 superó los 62 mil habitantes. 

## Administración
Desde julio de 2023, el  Distrito Xiahuayuan   se divide en 6 pueblos que se administran en 2 subdistritos y 4 poblados.

## Toponimia
El topónimo Xiahuayuan [/xiá-jua-yuán/] significa 'jardín inferior'. En el año 982 AD, durante el reinado de Yelü Longxu (Emperador Shengzong de Liao), la emperatriz Xiao Chuo enviudó, al ver la belleza del paisaje de este lugar, mandó a construir tres jardines imperiales: el Jardín Superior, el Jardín Central y el Jardín Inferior. Estos jardines servían tanto para el descanso como para la gestión de asuntos militares y estatales. El nombre del distrito "Jardín Inferior" (Xiahuayuan) se originó a partir de este último jardín.